# حميد عريبي
حميد عريبي (مواليد 1941) هو دراج عراقي سابق. شارك في دورة الألعاب الأولمبية الصيفية عام 1960 التي أقيمت في العاصمة الإيطالية روما.

## روابط خارجية
- حميد عريبي على موقع أرشيف الدراجات (الإنجليزية)
- حميد عريبي على موقع إحصائيات الدراجات الإحترافية (الإنجليزية)
- حميد عريبي على موقع اللجنة الأولمبية الدولية (الإنجليزية)
- حميد عريبي على موقع أوليمبيديا (الإنجليزية)